# ガルヴァーニ電気

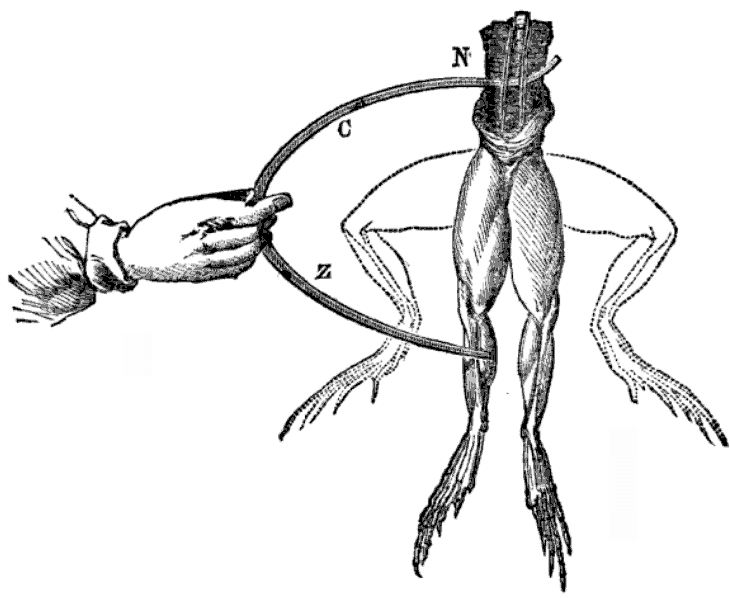
ガルヴァニズム：電極に触れるとカエルの脚が上向きに痙攣する。

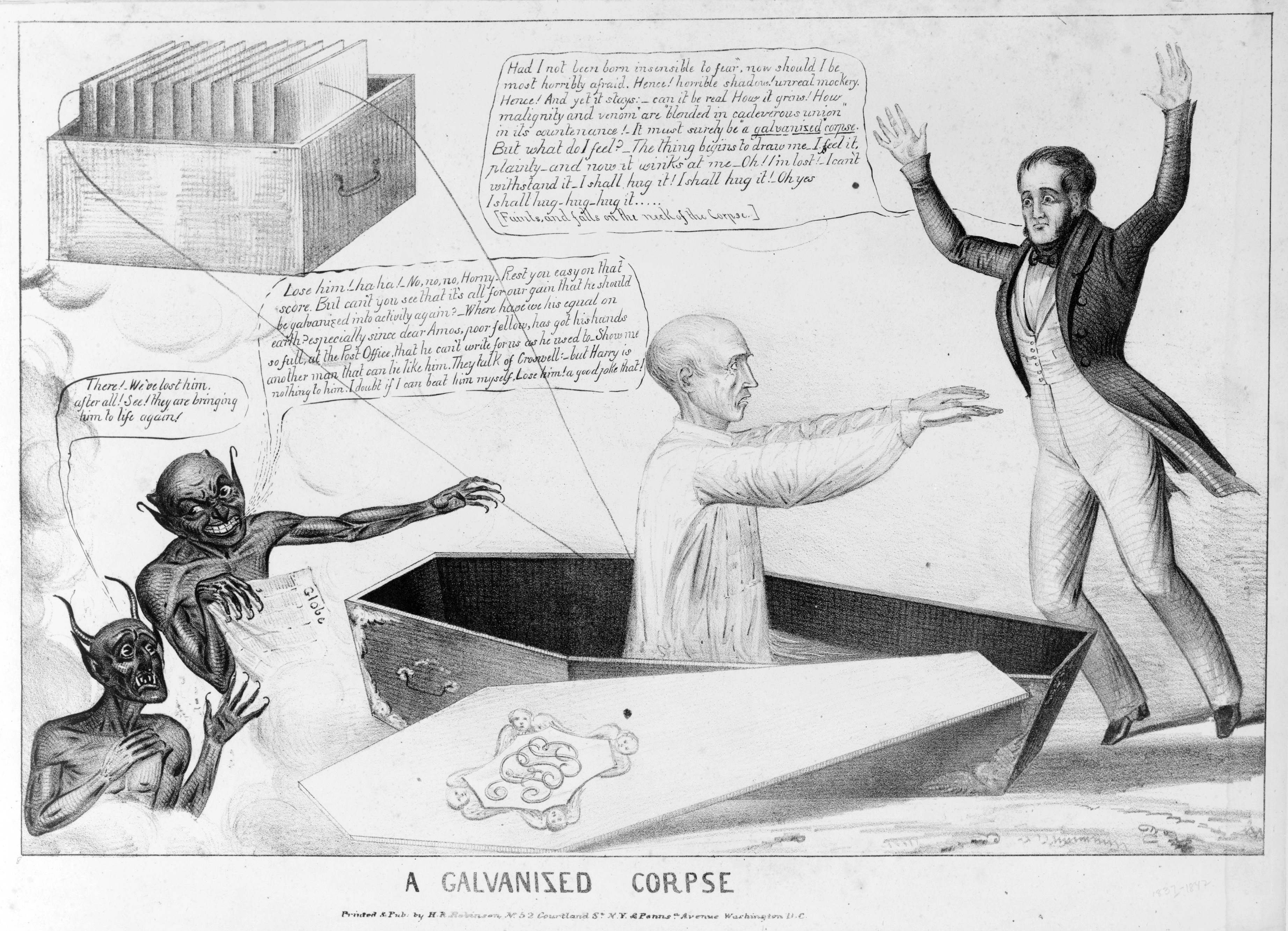
電気刺激を受けた死体の漫画

ガルヴァーニ電気（ガルヴァーニでんき）またはガルヴァニズム（Galvanism）とは、18世紀後半の物理学者・化学者であるアレッサンドロ・ボルタによって命名された化学的作用による電流の発生を指す用語。その名は、生物内で電気が発生し、またその作用によって生体の筋肉組織が収縮・痙攣することを発見した同時代の化学者ルイージ・ガルヴァーニに由来し、特にこの現象を指してガルヴァニズムと呼ばれる（今日の電気生理学の嚆矢）。ボルタは、ガルヴァーニの発見に対して電流発生の仕組みを非有機体によって再現し（ボルタ電池）、理論化したが、ガルヴァーニは自分の発見を有機体に生命を与えるもの（「動物電気 (animal electricity)」）の発見だと考えていた。

## 歴史
有名な逸話によればルイージ・ガルヴァーニは1780年代から1790年代にかけて、皮を剥いだカエルを必要とするとある実験を行っていた際に、筋肉組織に対する電気の効果を発見した。彼の助手が誤ってカエルの坐骨神経にメスを触れさせてしまい、その時に火花が起こり、カエルの脚が動いたと言われる。実際には電気刺激に対して筋肉が反応することは当時既に知られていた（カエル検流器）。ガルヴァーニは用意したカエルの脚に遠方の大気から生ずる電流（雷）の影響を調べていた際に、雷が地面に落ちなくても（つまり大気由来の電流が流れずとも）、カエルの延髄に取り付けられた真鍮のフックと、鉄の手すりが接触した時にも脚が痙攣することを発見した。後に、カエルの脊髄に接続された真鍮の金属電極を鉄板に接触させることでも、この現象が再現できることを発見し、これを「電気刺激に対する筋肉の反応」を証明したと結論づけた。すなわち、ガルヴァーニは生物を動かすのは電気の力であると証明し、この電気を「動物電気 (animal electricity)」と名付けた。
一方、同時代の物理学者であるアレッサンドロ・ボルタは、ガルヴァーニが発見した現象は、生命力というようなものによって生じているのではなく、2つの異なる金属によって電気が生じていることで説明可能だと考えた。ボルタは最初の化学電池（ボルタ電池）を作成することによって理論を証明した。意見の相違にもかかわらず、ボルタはガルヴァーニにちなんで、この電気の化学的生成現象をガルヴァニズム（Galvanism）と名付けた。
1791年3月27日、ガルヴァーニは「動物電気」に関する研究成果について書籍を刊行した。この本には、このテーマに関する彼の11年間の研究と実験の包括的な詳細が記載されていた。
ガルヴァーニの甥であるジョヴァンニ・アルディーニは1798年に伯父が亡くなった後も研究を引き継ぎ続けた。1803年にはアルディーニはロンドンのニューゲート監獄にて、処刑された犯罪者ジョージ・フォスターの死体の手足に電気刺激を与える有名な公開実験を行った。ニューゲート・カレンダーにはガルヴァニズムによって死体にどのような現象が生じたかを記している。
現代においてガルヴァーニは電気生理学の父と呼ばれている。ガルヴァーニとボルタの論争は、電気生理学・電気磁気学・電気化学を創出し、化学電池をもたらした。

## 影響

### 大衆文化

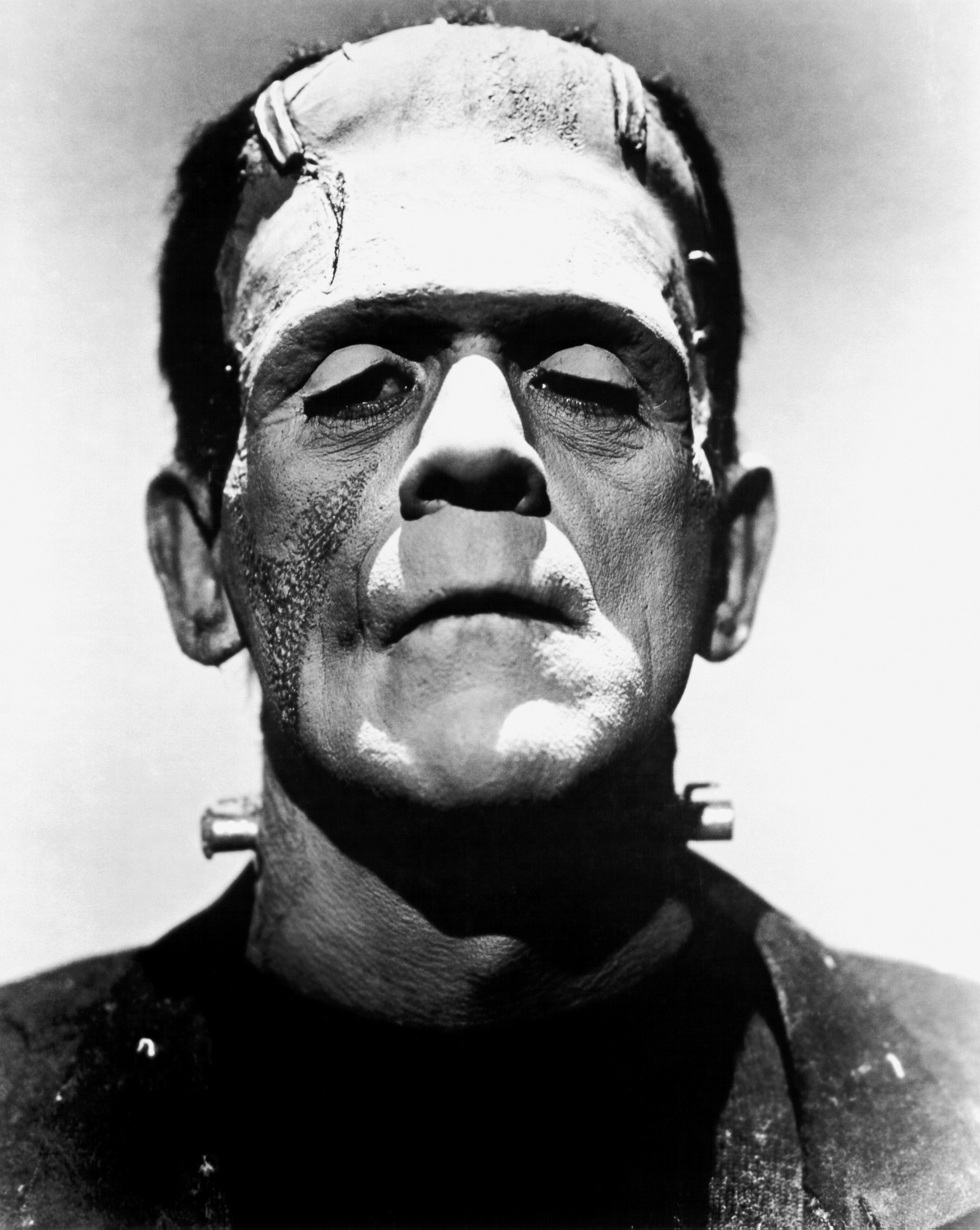
1931年の映画『フランケンシュタイン』のフランケンシュタインの怪物

メアリー・シェリーによる1818年のゴシックホラー小説『フランケンシュタイン』は、死体同士を縫い合わせたもの（フランケンシュタインの怪物）に、電気をかけることによって生き返らせるというものであり、ガルヴァニズムの理論をモチーフにしたものであった。

### 生命起源論
ガルヴァニズムは形而上学的な思想として、アビオジェネシス（Abiogenesis、生命起源論）の領域にも影響を与えた。1836年にアンドリュー・クロスは、電気を使った鉱物の結晶生成の実験中に「数本の太い毛による尻尾を持つ完璧な昆虫」を発見したと記録した。クロス自身は、自分がこの昆虫を生み出したと主張したわけではなかったが、当時の科学界は生命と電気の関係性を十分に捉えており、これを「神への冒涜」として、クロスの生命は脅かされた。

### 医療分野
ガルヴァーニの甥であるジョヴァンニ・アルディーニは、伯父が主張した原理（生体への電気の作用）を応用して、「心神喪失の数例」の症状の緩和に成功し、「完全な成果」を収めたと主張した。今日に電気けいれん療法は、重度のうつ状態の妊婦（胎児への影響が最も少ない）や、治療抵抗性を持つ大うつ病患者への治療法の1つとして用いられている。半数に改善の効果が期待できるが、残りの半数は12ヶ月以内に再発する可能性があることがわかっている。
医療分野での診断や治療のために人体に電気を流す応用技術は、今日では電気生理学の名の下で実践されている。これは心臓や筋肉、また脳の電気的活動を記録するというものも含まれ、すなわち、心電図検査、筋電図検査、脳波検査のことである。